# Cydros leucurus
Cydros leucurus är en skalbaggsart som beskrevs av Francis Polkinghorne Pascoe 1866. Cydros leucurus ingår i släktet Cydros och familjen långhorningar.
Artens utbredningsområde är Panama. Inga underarter finns listade i Catalogue of Life.